# Виаль, Октавио
Окта́вио Виа́ль де ла Лья́та (исп. Octavio Vial de la Llata, 26 ноября 1918, Мексика — 19 января 1989) — мексиканский футболист, игравший на позиции нападающего за клуб «Америка». По завершении игровой карьеры — тренер. Руководил сборной Мексики на чемпионате мира 1950 года.

## Игровая карьера
Октавио Виаль является воспитанником «Лузитании» и в 1936 году был замечен тренером «Америки» на товарищеском матче с клубом, после чего принял предложение перейти в клуб. Год спустя дебютировал в чемпионате против клуба «Реал Эспанья» и защищал цвета команды до 1949 года, пока его карьеру не прервала травма. В сезоне 1937/1938 выиграл Кубок Мексики. За 12 лет в составе команды стал одним из лучших голеодоров в истории «Америки», забив 123 гола в чемпионате и 29 голов в кубке, по состоянию на 2024 год занимает третье место в списке бомбардиров.

## Тренерская карьера
В следующем сезоне 1949/1950 занял пост главного тренера «Америки», сменив на этом посту легенду и одного из основателей клуба Рафаэля Гарсу Гутьерреса. В 1950 году стал главным тренером сборной Мексики и снова сменил на этом посту Гарсу, выведшего национальную команду на мундиаль. В том же году Виаль поехал на чемпионат мира, где, однако, его подопечные проиграли все три поединка — Бразилии (0:4), Югославии (1:4) и Швейцарии (1:2). После чемпионата мира и в общей сложности пяти международных матчей (два других были товарищескими матчами против Испании в конце мая 1950 года, закончившимися со счетом 1:3 и 0:0), он ушёл с поста тренера сборной и посвятил себя исключительно клубной работе.
В сезоне 1950/1951 возглавил «Атланте» — преемника «Лузитании», где Виаль провёл несколько лет своей юности — и привёл команду к победе в кубке в 1951 году, а также второму месту в чемпионате в том же году. После этого в 1952 году вернулся на 3 года в «Америку» и привёл клуб к победам в кубках в 1954 и 1955 годах, а также к победе в турнире Чемпион чемпионов в 1955 году. Выиграв три Кубка Мексики, Виаль стал рекордсменом по количеству побед в этом кубке в качестве тренера.
В 1960 году Виаль возглавил клуб «УНАМ Пумас». Спустя 2 года вывел «Пумас» в высший дивизион, став победителем второго дивизиона Мексики, однако покинул команду по окончании сезона. Последним клубом Виаля стал клуб «Атланте», на посту главного тренера которого он сменил Вальтера Орменьо в 1966 году и с которым принимал участие в турнире в честь открытия стадиона Ацтека.

## Достижения

### В качестве игрока
«Америка» Мехико
- Кубок Мексики: 1937/1938

### В качестве тренера
«Атланте»
- Кубок Мексики: 1950/1951

«Америка» Мехико
- Кубок Мексики (2): 1953/1954, 1954/1955
- Чемпион чемпионов: 1955

«УНАМ Пумас»
- Второй дивизион чемпионата Мексики: 1961/1962